# Attia Ashour
Attia Ashour (àrab: عطية عبد السلام عاشور)  (Damiata, 13 de setembre de 1924 - Dokki, 17 d'abril de 2017) va ser un matemàtic egipci.

## Vida i obra
Ashour es va graduar en ciències a la universitat del Caire el 1944. A continuació va anar a Londres on es va doctorar el 1948 amb una tesi sobre l'inducció electromagnètica en una ionosfera no uniforme. A partir d'aquesta data va ser professor de la universitat del Caire, fins que es va retirar el 1984 passant a ser professor emèrit.
El professor Ashour va ser molt actiu en diferents associacions científiques àrabs i/o africanes: va ser president de la Unió Àrab de Matemàtics i Físics, fundador de l'Acadèmia Africana de Ciències i va rebre el reconeixement del 3r Congrés Pan-Africà de Matemàtiques el 1991.
Ashour va fer aportacions notables en el camp de les funcions especials i dels problemes del valor límit. Va ser un especialista mundial en el camp de la teoria de la inducció magnètica.